# Friedrich Ris
Friedrich Ris (* 8. Januar 1867 in Glarus; † 30. Januar 1931 in Rheinau) war Direktor der «Irrenanstalt Rheinau» und ein bedeutender Schweizer Libellenforscher (Odonatologe). 

## Leben
Sein gleichnamiger Vater Friedrich Ris war ein Kaufmann aus Fluntern. Seine Mutter war Maria Schmid. Er besuchte das Gymnasium in Zürich. Danach studierte er ab dem Wintersemester 1885 an der Universität Zürich und schloss das Studium am 3. Mai 1890 ab. Seine Promotion zum Dr. med. folgte bereits am 24. Juni 1890. Das Thema der Dissertation war: Klinischer Beitrag zur Nierenchirurgie... (VZU 725). Er arbeitete dann zunächst als Psychiater und Entomologe in Mendrisio und war zwischen 1898 und 1931 Direktor der «Irrenanstalt Rheinau».

## Libellenforscher
Seit 1930 war er Ehrenmitglied der Naturforschenden Gesellschaft Schaffhausen. Sein Autorkürzel ist Ris.
Seine Insektensammlung befindet sich im Museum in Schaffhausen.
Ris war Erstbeschreiber bzw. Einrichter 
- der Gattungen:
  - Archaeophlebia
  - Argyrothemis
  - Eothemis
  - Eleuthemis
  - Elga
  - Hylaeothemis
  - Notiothemis

- der Arten
  - Allorhizucha campioni
  - Anatya januaria
  - Brachidyplax chalybea flavovittata
  - Brachidyplax chalybea simalura
  - Brachygonia ophelia
  - Claophlebia interposita
  - Eothemis zygoptera
  - Eleuthemis buettihofferi buettihofferi
  - Elga leptostyla
  - Micrathyria artemis
  - Micrathyria dictynna
  - Micrathyria hesperis
  - Micrathyria hippolyte
  - Micrathyria mengeri
  - Notiothemis jonesi
  - Perithemis waltheri
  - Rhyothemis mariposa
  - Rhyothemis phyllis marginata
  - Rhyothemis regia exul
  - Rhyothemis severini
  - Sympetrum tibiale
  - Tauriphila argo
  - Tauriphila xiphea
  - Tetrathemis iregularis dives
  - Zenithoptera viola